# Liste der Museen in Ligurien
Dies ist eine Liste der wichtigsten Museen in der italienischen Region Ligurien.

## Provinz Genua

### Genua
- Acquario di Genova
- Castello d’Albertis (siehe auch Museo delle Culture del Mondo)
- Castello Mackenzie
- Galata – Museo del Mare
- Galleria Palazzo Bianco
- Palazzo Niccolò Grimaldi
- Galleria Palazzo Rosso
- Galleria Nazionale di Palazzo Spinola
- Magazzini dell’Abbondanza
- Museo Biblioteca dell'Attore
- Museo Civico di Storia Naturale Giacomo Doria
- Museo d’Arte Contemporanea Villa Croce
- Museo d’arte orientale Edoardo Chiossone
- Museo del Jazz – Italian Jazz Institute
- Museo del Risorgimento e Istituto Mazziniano (auch: Casa di Giuseppe Mazzini)
- Museo del Tesoro della Cattedrale di San Lorenzo
- Museo dell’Accademia Ligustica di Belle Arti
- Museo delle Culture del Mondo – Castello D’Albertis
- Museo di Archeologia Ligure
- Museo di Palazzo del Principe
- Museo di Palazzo Reale
- Museo di Sant’Agostino
- Museo Diocesano
- Museo ebraico
- Museo Emanuele Luzzati
- Museo Navale
- Museo Nazionale dell’Antartide Felice Ippolito
- Museo di Etnomedicina “Antonio Scarpa” (innerhalb der Universität Genua)
- Padiglione del Mare e della Navigazione
- Palazzo Ducale

Museumskomplex Nervi:
- Galleria d’Arte Moderna
- Museo Giannettino Luxoro
- Raccolte Frugone
- Wolfsoniana

### Chiavari
- Museo Archeologico Nazionale di Palazzo Rocca
- Museo Diocesano di Arte sacra di Chiavari
- Museo Storico del Risorgimento e Quadreria della Società Economica
- Pinacoteca Civica di Palazzo Rocca

### Rapallo
- Museo del merletto
- Museo Attilio e Cleofe Gaffoglio
- Museo della Civiltà Contadina G. Pendola

### Andere
- Museo Archeologico di Camogli, Camogli
- Museo Marinaro “G. B. Ferrari”, Camogli
- Civico Museo delle Filigrane, Campo Ligure
- Museo delle Marionette, Campomorone
- Museo di Paleontologia e Mineralogia, Campomorone
- Museo Parmagemma, Casarza Ligure
- Museo dell’emigrante “Casa Giannini”, Favale di Malvaro
- Collezione “Alloisio”, Lavagna
- Museo del Damasco e della storia del territorio, Lorsica
- Museo archeologico nazionale di Luni, Luni
- Museo degli Usi e Costumi della Valle Stura, Masone
- Museo del Sacro dell’Alta Val Trebbia, Montebruno
- Museo di Cultura Contadina dell’alta Val Trebbia, Montebruno
- Galleria d’arte “Portofino”, Portofino
- Museo Ienerario di Val Fontanabuona, San Colombano Certenoli
- Museo “Vittorio Giovanni Rossi”, Santa Margherita Ligure
- Museo Alta Valle Scrivia Sezione Archeologica, Savignone
- Museo Alta Valle Scrivia Sezione Etnologica, Valbrevenna

## Provinz Imperia

### Imperia
- Museo dell’Olivo
- Museo Navale Internazionale del Ponente Ligure
- Villa Grock

### Andere
- Pinacoteca Civica Baiardo, Baiardo
- Museo-Biblioteca “C. Bichnell”, Bordighera
- Museo Partigiano di Carpasio, Carpasio
- Museo Etnografico del Ponente Ligure, Cervo
- Museo Civico della “Comunitas Diani”, Diano Marina
- Museo d’Arte Sacra “L. Acquarone”, Lucinasco
- Museo Storico Ambientale della Cultura delle Alpi Liguri, Mendatica
- Museo “G. D. Cassini”, Perinaldo
- Museo Civico di Sanremo, Sanremo
- Pinacoteca e Biblioteca “Rambaldi”, Sanremo
- Villa Nobel, Sanremo
- Museo di S. Domenico, Taggia
- Museo Etnografico e della Stregoneria, Triora
- Museo della Canzone e della Riproduzione Sonora, Vallecrosia
- Museo Archeologico “G. Rossi”, Ventimiglia
- Museo Preistorico dei Balzi Rossi, Ventimiglia

## Provinz La Spezia

### La Spezia
- Museo Civico Archeologico “Ubaldo Formentini”
- Museo Civico “Amedeo Lia”
- Museo Diocesano della Spezia
- Museo Nazionale dei Trasporti
- Palazzina delle Arti e Museo del Sigillo
- Museo Civico Etnografico “Giovanni Podenzana”
- Centro d’Arte Moderna e Contemporanea (CAMeC)
- Museo Tecnico Navale

### Brugnato
- Museo Diocesano di Brugnato
- Museo Mineralogico “Ambrogio Del Caldo”

### Calice al Cornoviglio
- Pinacoteca “David Beghè”
- Piccolo Museo “Pietro Rosa”
- Museo ’dell’Apicoltura.
- Museo della Galassia

### Ortonovo
- Museo Archeologico Nazionale di Ortonovo
- Ecomuseo Etnografico

### Porto Venere
- Museo della Chiesa di S. Lorenzo
- Antiquarium del Varignano

### Andere
- Galleria d’Arte Moderna “A. Discovolo”, Bonassola
- Museo Mineralogico, Carro
- Museo Geopaleontologico, Lerici
- Museo Permanente della Cultura Materiale, Levanto
- Esposizione di Minerali e Reperti Archeologici, Maissana
- Museo Diocesano di Sarzana, Sarzana
- Museo Contadino di Varese Ligure, Varese Ligure
- Pinacoteca Comunale di Vezzano Ligure, Vezzano Ligure
- Mostra Permanente Storico-Archeologica, Zignago

## Provinz Savona

### Savona
- Pinacoteca Civica di Savona
- Collezione d’Arte della Cassa di Risparmio di Savona
- Museo del Tesoro della Cattedrale di Savona
- Museo del Tesoro del Santuario della Misericordia
- Museo Storico Archeologico di Savona
- Quadreria del Seminario Vescovile

### Albenga
- Museo diocesano di Albenga
- Civico Museo Ingauno
- Museo Navale Romano

### Albissola Marina
- Casa Fabbrica Museo “G. Mazzotti”
- Museo del Centro Studi “A. Jorn”
- Museo di Villa Faraggia

### Andere
- Museo Naturalistico del Liceo Ginnasio “Don Bosco”, Alassio
- Museo del Vetro e dell’Arte Vetraia, Altare
- Museo “M. Trucco”, Albisola Superiore
- Collezione Centro Internazionale “M. L. Jeanneret”, Boissano
- Raccolta d’Arte Contemporanea “R. Pastori”, Calice Ligure
- Museo Paleontologico “S. Lai”, Ceriale
- Museo Civico del Finale, Finale Ligure
- Museo “Perrando”, Sassello
- Museo di Storia Cultura e Tradizioni Val Varatella, Toirano
- Museo Preistorico “N. Lamboglia”, Toirano
- Museo Civico “Don Queirolo”, Vado Ligure
- Museo di Villa “Groppallo”, Vado Ligure